# Bulbophyllum boulbetii
Bulbophyllum boulbetii är en orkidéart som beskrevs av Pierre Tixier. Bulbophyllum boulbetii ingår i släktet Bulbophyllum och familjen orkidéer.
Artens utbredningsområde är Vietnam. Inga underarter finns listade i Catalogue of Life.